# Masmo (metropolitana di Stoccolma)
Masmo è una stazione della metropolitana di Stoccolma.

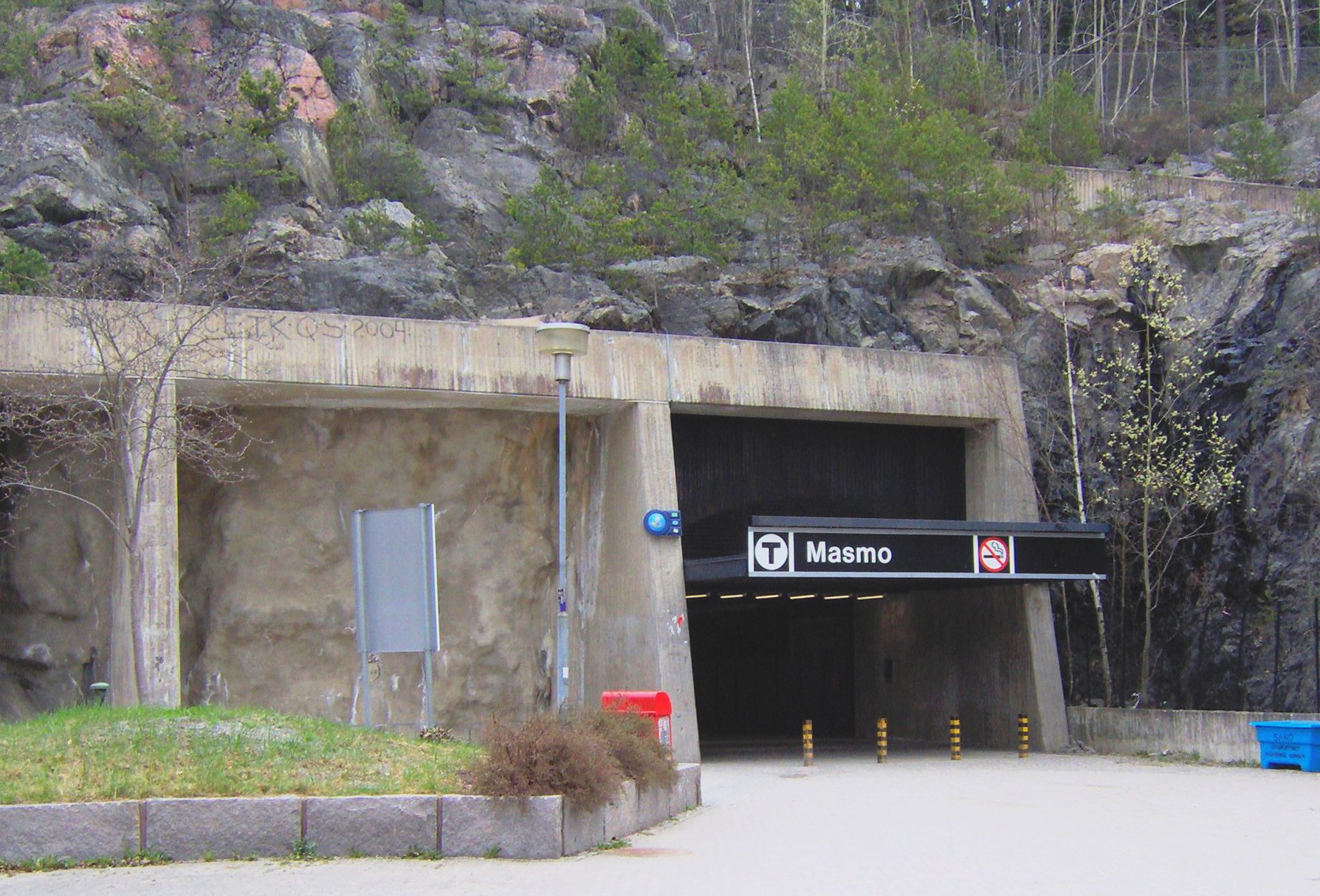
L'entrata della stazione.

È situata nel comune di Huddinge, zona periferica esterna al comune di Stoccolma ma facente comunque parte della più vasta Contea di Stoccolma. La stazione si trova sul tracciato della linea rossa T13 della rete metroviaria locale, tra le fermate Vårby gård e Fittja.
Aprì ufficialmente in data 1º ottobre 1972, stesso giorno in cui divenne operativo il prolungamento della tratta da Vårberg fino a Fittja.
Si tratta di una stazione sotterranea, la cui profondità massima raggiunge i 45 metri sotto il livello del suolo. È stata costruita sotto alla montagnola Masmoberget ed è accessibile dall'unica entrata presente, ubicata all'incrocio fra le vie Solhagavägen e Varsvägen. La stazione è stata progettata dall'architetto Michael Granit, mentre i suoi interni sono stati decorati con opere di Staffan Hallström e Lasse Andréasson.
L'utilizzo medio quotidiano durante un normale giorno feriale è pari a 2.200 persone circa.

## Tempi di percorrenza
| Linea | Capolinea | Tempo  | Stazione                                                  | Tempo                              |
| T13   | Ropsten   | 37 min | Liljeholmen Slussen Gamla stan T-Centralen Östermalmstorg | 19 min 25 min 27 min 29 min 31 min |
| T13   | Norsborg  | 7 min  | Liljeholmen Slussen Gamla stan T-Centralen Östermalmstorg | 19 min 25 min 27 min 29 min 31 min |